# Fall Out Boy
Fall Out Boy je americká pop punková a pop rocková skupina z Wilmette, Illinois, která vznikla v roce 2001. Skupina se skládá ze zpěváka a rytmického kytaristy Patricka Stumpa, hlavního kytaristy Joe Trohmana, basisty Peta Wentze a bubeníka Andyho Hurleyho.
S Wentzem jako hlavním textařem skupiny a Stumpem jako hlavním skladatelem dosáhli Fall Out Boy komerčního úspěchu s albem From Under The Cork Tree, které vyšlo v roce 2005. Deska byla několikrát oceněna, stala se dvakrát platinovou a v USA se jí prodalo více než 2,5 milionu kusů.Skupina se v letech 2005–2006 vydala na celosvětové turné k podpoře alba.
V roce 2007 Fall Out Boy vydali desku Infinity On High, která dosáhla 1. místa v Billboard 200 a v prvním týdnu se jí prodalo více než 260 000 kopií.
První singl „This Ain't a Scene, It's an Arms Race“ se umístil na 1. místě v Pop 200 a na 2. místě v Billboard Hot 100. K promoci alba skupina vystoupila na Live Earth a stala se headlinery Honda Civic Tour v roce 2007.

## Začátky
Skupina byla založena v roce 2001 kamarády Joe Trohmanem a Petem Wentzem, kteří hráli v různých hardcore punkových skupinách v Chicagu. Inspirováni kapelami, které poslouchali, když vyrůstali, jako třeba Green Day, Descendents a The Smiths, se oba rozhodli pro start jejich vlastní skupiny. Trohman potkal středoškoláka Patricka Stumpa v knihkupectví Borders, představil se mu, když ho zaslechl mluvit o kapele Neurosis, která patřila i mezi jeho oblíbené. Stump měl původně zastávat pozici bubeníka, ale pro jeho působivý hlasový rozsah se stal zpěvákem skupiny. Jiní dva Chicagští hudebníci byli přijati jako bubeník a kytarista.
Skupina po odehrání svých dvou prvních show stále neměla žádné jméno. Na konci jejich druhé show požádali publikum, aby kdokoliv vykřikl nějaký návrh na jméno. Kdosi zakřičel "Fall Out Boy", jako odkaz na jeden díl The Simpsons „Radioactive Man“ (v roce 2009 skupina k epizodě Lisa The Drama Queen nahrála závěrečný tematický song).
Následující rok skupina debutovala vlastně vydanou demo nahrávkou a 28. května 2002 Uprising Records vydalo Split EP, na kterém jsou i Project Rocket.
Fall Out Boy také vydali mini-LP s názvem Fall Out Boy's Evening Out With Your Girlfriend u Uprising Records v roce 2003.

## Úspěch
Skupina udělala radikální řez v sestavě a přijala Andrew Hurleyho (dříve působil v Recetraitor) jako bubeníka, Stump přešel ke kytaře a z kapely odešel Raccine a Pareskuwicz.
Během této doby skupina často hrála místní show v The Knights of Columbus Hall v Arlington Heights, Illinois, kde se natočil klip Dead On Arrival. Ve stejný rok, po podepsání smlouvy s Fueled By Ramen, vydali jejich první album Take This To Your Grave (6. května 2003). Aby bylo možné nahrát slušný debut, skupina obdržela zálohu od Island Records s tím, že další album nahrají právě u Island Records. S touto zálohou Fall Out Boy nahráli Take This To Your Grave ve Smart Studiu v Madisonu, Wisconsin, které vlastní Butch Vig a producentem se stal Sean O'Keefe.
Se singly „Grand Theft Autumn/Where Is Your Boy“ a „Saturday“, jejichž klipy se vysílaly na FUSE, mtvU, v obchodech Target a na komerčních rádiových stanicích napříč celou zemí, se album prodávalo velmi dobře a stalo se zlatým. To však jen do doby vydání dalšího alba From Under The Cork Tree.
V roce 2003 se skupina podepsala pod společnost Island Records, která je součástí komerčního labelu Island Def Jam Music Group společně s Def Jam Records. Mezitím, co nahrávali svůj komerční debut, skupina vydala 18. května 2004 akustické EP My Heart Will Always Be the B-Side to My Tongue u Fueled By Ramen.
Debutovalo na 153. místě v Billboard 200, což bylo vůbec první umístění skupina v hitparádě. Dvoudiskové vydání CD obsahuje více akustických vystoupení a foto galerii pro fanoušky.

## From Under The Cork Tree a komerční úspěch (2005–2006)
S Wentzem jako hlavním textařem skupiny a Stumpem jako hlavním skladatelem dosáhli Fall Out Boy komerčního úspěchu s albem From Under The Cork Tree, které debutovalo v Billboard 200 na 9. místě a prodalo se ho přes 68 000 kopií v prvním týdnu. Deska byla několikrát oceněna, stala se dvakrát platinovou a v USA se jí prodalo více než 2,5 milionu kusů.
První singl „Sugar We're Going Down“ vystoupal na 8. místo v Billboard Hot 100, na 6. místo v Pop 100 a na 3. místo v Modern Rock Charts. Videoklip dosáhl 1. místa v pořadu TRL na MTV. Také vyhrálo cenu MTV2 v roce 2005 na MTV Video Music Awards, což vyvolalo obrovský zájem a nárůst v prodeji. Skupina byla také nominována na Grammy Award na Nejlepšího nového umělce v roce 2006.
Druhý singl z alba, „Dance Dance“, se stal jejich druhým singlem, který se dostal do Top 10, když vyšplhal na 9. místo v Hot 100. Singl se umístil na 6. místě v Pop 100 a na 2. místě v Modern Rock Charts. Video k písni mělo premiéru 11. října 2005 v TRL, brzy se dostalo na 1. místo a byl vyřazen 17. ledna 2006. „Dance Dance“ je také ve hře Dance Dance Revolution SuperNova.
Třetím singlem se stala píseň „A Little Less Sixteen Candles“ a „Little More Touch Me“, která byla výrazně méně populárnější, než předešlé dva singly, ale dosáhla 65. místa v Hot 100 a dvakrát se umístila na 1. místě v TRL, vyřazena byla 6. června 2006.
Skupina byla headlinery Nintendo Fusion Tour na podzim 2005, kde také vystoupili The Starting Line, Motion City Soundtrack, Boys Night Out a Panic! At The Disco v 31 městech. Vzhledem k jejich velkému úspěchu na MTV Video Music Awards se skupina stala headlinery Black Clouds and Underdogs Tour, pop-punkové události, kde vystoupili The All-American Rejects, Well-Known Secret, Hawthorne Heights a From First To Last. Na polovině turné také vystoupili The Hush Sound a October Fall. Odehrálo se 53 show v USA, Kanadě a Velké Británii.

## Infinity On High, Live In Phoenix a jiné projekty (2007–2008)
Na začátku roku skupina vydala jejich druhé album u velkého labelu Infinity On High. Album mělo velký prodejní úspěch hned první týden po vydání, prodalo se ho více než 260 000 kopií a dosáhlo prvního místa v Billboard 200. Tento úspěch byl následován singlem „This Ain't a Scene, It's an Arms Race“, který obsadil 2. místo v USA a Anglii. Fall Out Boy se poté stali headlinery Honda Civic Tour k propagaci alba. Přestože turné bylo původně odloženo kvůli osobním problémům, konalo se s kapelami +44, Cobra Starship, The Academy Is... a Paul Wallem.
1. dubna 2008 bylo vydáno CD/DVD Live In Phoenix, jehož materiál byl nahrán 22. června 2007 při koncertě v Phoenix Cricket Wireless Pavilion. Album také obsahuje coververzi songu „Beat It“ od Michaela Jacksona, kde mimo jiné hostuje John Mayer na kytaru. Song měl premiéru na Wentzově stránce na Friends Or Enemies a jako singl byl uveden 25. března 2008. Píseň debutovala na 22. místě v Billboard Hot 100 a postupně se dostala až na 19. místo.
18. března 2008 Fall Out Boy odhalili, že chtějí hrát show na Antarktidě za účelem dostání se do Guinnessovy knihy rekordů jako jediná skupina na světě, která by hrála na všech sedmi kontinentech za méně než devět měsíců. Počasí jim v tom však neustále bránilo. Následující týden se rozhodli pro druhý pokus.
Fall Out Boy spolupracovali s raperem T.I. na albu Paper Trail a to konkrétně na písni „Out In The Cold“, ale píseň se na poslední chvíli z alba vyřadila. T.I. řekl MTV, že možná některé z vyřazených písní přidá na své příští album.

## Citizens For Our Betterment (2008)
Wentz 18. srpna 2008 zahájil virovou kampaň k propagaci jejich pátého studiového alba Folie à Deux. Kampaň začala, když webová stránka pro Decaydance Records byla údajně napadena organizací s názvem „Citizens for Our Betterment“ (CFOB). Stopy byly zanechány v odkazech a obrázcích na stránkách a Wentz zanechával stopy na své soukromé stránce. 19. srpna 2008 byla Ashlee Simpson spatřena, jak nese brožurku pro organizaci, což zvýšilo podezření a vyrojilo se mnoho drbů. V následujících dnech se objevovaly nové zprávy na stránkách Citizens For Our Betterment a Wentz pokračoval v blogování. Mezitím jiná kapela, Copeland, zahájila svou vlastní virovou kampaň. V rámci toho založili podobně pojmenované stránky CitizensFourOurBetterment.com a šířili odkazy prostřednictvím různých fan blogů o Fall Out Boy s cílem přilákat co nejvíce lidí na své stránky. Zatímco toto míchání kampaní bylo provedeno bez vědomí členů Fall Out Boy, Wentz 22. srpna poslal potvrzení, když CFOB znovu „napadala“ stránky Decaydance Records. 26. srpna bylo konečně učiněno tiskové prohlášení na stránkách Friends Or Enemies, kde stránky oficiálně oznámily, že Folie à Deux je nadcházející album skupiny a bude vydáno 4. listopadu 2008. To také odhalilo, že mixtape pojmenována „Welcome To the New Administration“ je volně ke stažení na FriendsOrEnemies.com. Později, v ten samý den, skupina poslala na stránky Buzznet.com video, kde sami prohlašují vydání svého nadcházejícího alba a vysvětlují jeho název.

## Folie à Deux (2008–2009)
16. prosince 2008 skupina vydala své páté album, Folie à Deux, jako následovníka alba Infinity On High z roku 2007. Fall Out Boy na něm spolupracovali s jinými umělci jako třeba Elvis Costello, Lil Wayne, Brendon Urie z Panic! At The Disco, Gabe Saporta z Cobra Starship, Travis McCoy z Gym Class Heroes, Alex DeLeon z The Cab a Pharrel Williams.
Hlavní singl pro album „I Don't Care“ byl uveden 3. září 2008 na iTunes a magazínem Rolling Stone byl zvolen jako 68. nejlepší píseň roku 2008.
Druhý singl byl „America's Suitehearts“ uveden 8. prosince 2008. Wentz řekl, že píseň je o současné Bushově administrativě.
V lednu 2009 skupina oznámila, že proběhne Believers Never Die Part Deux turné, na které vyrazili s kapelami Cobra Starship, Metro Station, All TIme Low a Hey Monday na podporu Folie à Deux. Fall Out Boy také vystoupili společně s Kanye Westem a Kid Rockem na Youth Ball k inauguraci prezidenta Baracka Obamy.
7. dubna 2009 bylo na iTunes uvedeno EP s názvem America's Suitehearts: Remixed, Retouched, Rehabbed and Retoxed. Obsahuje remix basisty Blink 182 Marka Hoppuse. Fall Out Boy se stali společně s Weezer předskokany pro letní turné Blink 182 v roce 2009.

## Believers Never Die: Greatest Hits a pauza na dobu neurčitou (2009)
Kompilace pojmenována Believers Never Die: Greatest Hits vyšla 17. listopadu 2009. Mapuje celou dosavadní kariéru skupiny – obsahuje všechny singly a dvě nové písně. Jedna z nich je také úplná verze songu „Alpha Dog“, který byl dříve uveden jako demo na Welcome To The New Administration mixtape.
Obal alba, vytvořen Danielem Dangerem, zobrazuje dvě objímající se kostry: je to odkaz ke kostrám nalezeným mimo Mantua v Itálii, které byly nalezeny pohřbené dohromady a byly v objetí. Mimoto se na obalu vyskytuje také mnoho odkazů ke kariéře a předešlé práci skupiny.
20. listopadu 2009 Fall Out Boy oznámili, že si berou „prázdniny“. „Nevíme, jak to bude s budoucností Fall Out Boy“ řekli všichni čtyři členové. Basista a textař Pete Wentz uvedl, že jeho osobní důvod pro pauzu je, že cítí, že jeho jméno a manželství s popovou zpěvačkou Ashlee Simpson se stalo překážkou pro skupinu. K tomu dodal: „Myslím, že svět potřebuje méně Petea Wentze.“

## Neoficiální rozpad skupiny (2010)
1. února 2010 basák Pete Wentz napsal na twitter „Nedochází vám to? Prázdniny jsou navždy dokud nebudete sami nebo nezestárnete. Nemám v plánu ani jedno.“ „Nedokážu si představit, že bych znovu hrál ve Fall Out Boy.“ „Něco by se muselo změnit v mé hlavě nebo v srdci... Ne v mé peněžence.“
2. února 2010 Spin magazín uveřejnil interview se zpěvákem skupiny Patrickem Stumpem, který reagoval na Wentzovu zprávu: "Momentálně nejsem ve Fall Out Boy. Ale tak či onak, kapela tu stále bude... Jestli budeme znovu hrát nebo ne, nevím. Jestli budeme, bude to ze správných důvodů. Jestli nebudeme, bude to také ze správných důvodů." Stump také Spin.com řekl, že se soustředí na svou nastávající sólovou kariéru.
Později ten samý den, bubeník Andy Hurley jednoduše napsal na twitter „Odcházím také.“ stejně jako kytarista Joe Trohman, který napsal „Fajn, odcházím také.“
Wentz napsal na svůj blog, aby vše uvedl na pravou míru: „Nevím budoucnost Fall Out Boy. Je trapné říct jednu věc a poté diktovat další budoucnost. Tak dlouho jak vím, že mají Fall Out Boy pauzu. (Nikdo nechce vyslovit to slovo na „h“). Stejně jako nemám žádný sólový projekt, také nemůžu předpokládat, že bych znovu někdy hrál ve Fall Out Boy. Nikoliv kvůli naším osobním vztahům, stejně tak, že jsem jako skupina vyrůstali odděleně. V tomto prohlášení bych chtěl zahrnout možnost, že Fall Out Boy budou znovu hrát beze mě nebo budu část skupiny, až všichni budou na stejné vlně. Není to ničí chyba a není zde žádná zaujatost vůči tomuto rozhodnutí. Cítím, že jako fanoušci si to zasloužíte vědět. Neexistuje proto jediný důvod. Jiné projekty a kapely jsou podporovány všemi členy skupiny. Já sám jsem největším fanouškem Fall Out Boy a pokud je toto naše dědictví, tak to tak bude. Jsem na něj pyšný.“

## Hudební styl
I přes to, že jsou obecně známí jako pop-punková skupina, Fall Out Boy byli popsáni jako emo a řekli, že emo kapela The Get Up Kids je velmi ovlivnila. Když skupina poskytla retrospektivní interview pro magazín Alternative Press v době, kdy se The Get Up Kids rozpadli, Pete Wentz řekl, že „Fall Out Boy by nebyli skupina, kdyby nebylo The Get Up Kids“.
Hlavní část zvuku Fall Out Boy je zakořeněná v jejich textech, které napsal hlavně basista Pete Wentz, který často používá ironii a jiné literární prostředky k vyprávění osobních zkušeností a příběhů. Alba Take This To Your Grave a From Under The Cork Tree jsou považována za pop-punková, stejně tak jako za punk-rocková a jsou ovlivněna jejich idoly. Infinity On High obsahuje širokou škálu stylů a hudebních instrumentů, je zde orchestr, sborový zpěv („Thnks Fr th Mmrs“ a „You're Crashing, But You're No Wave“) a pomalejší balady s piánem („Golden“). Na Folie à Deux Fall Out Boy pokračují ve vývoji zvuku, je zde mnohem více použito piáno („What a Catch, Donnie“, „Headfirst Slide Into Cooperstown On A Bad Bet“, a „20 Dollars Nose Bleed“), syntezátory a hostující umělci. Skupina také ukázala mnoho vlivů, například ve skladbě, kde je na začátku vypůjčena akordová sekvence z písničky The Who „Baba O'Riley“ a „What a Catch, Donnie“ odkazující na Roberta Flacka a Donnyho Hathawaye jak v melodii tak i v textu.
Skupina pracovala s několika producenty a umělci, například s The Neptunes, Timbaland, Lil' Wayne a Kanye Westem, kterého Patrick Stump popisuje jako "Prince jeho generace".
Následují zprávy o tom, že si Fall Out Boy dávají pauzu, magazín Rock Sound odhalil, že se Joe Trohman a Andy Hurley spolčili s členy Every Time I Die a Anthrax, aby vytvořili metalovou superkapelu s názvem The Damned Things.

## Diskografie

### Studiová alba
- Take This to Your Grave (2003)
- From Under the Cork Tree (2005)
- Infinity on High (2007)
- Folie à Deux (2008)
- Save Rock and Roll (2013)
- American Beauty/American Psycho (2015)
- Mania (2018)
- So Much (for) Stardust (2023)

## Ocenění a nominace
| Rok  | Nominace                                               | Cena                                                                  | Výsledek  |
| ---- | ------------------------------------------------------ | --------------------------------------------------------------------- | --------- |
| 2004 | „Grand Theft Autumn/Where Is Your Boy“                 | MtvU Woodie Award – Streaming Artist                                  | vítězství |
| 2005 | „Sugar, We're Goin Down“                               | MTV Video Music Award – MTV2 Award                                    | vítězství |
| 2006 | "Dance, Dance"                                         | MuchMusic Video Award – People's Choice: Favorite International Group | vítězství |
| 2006 | „Sugar, We're Goin Down“                               | Kerrand! Award – Best Single                                          | nominace  |
| 2006 | „Sugar, We're Goin Down“                               | Kerrang! Award – Best Video                                           | vítězství |
| 2006 | „Dance, Dance“                                         | Teen Choice Award – Rock Track                                        | vítězství |
| 2006 | „Dance, Dance“                                         | Teen Choice Award – Single                                            | vítězství |
| 2006 | Fall Out Boy                                           | Teen Choice Award – Rock Group                                        | vítězství |
| 2006 | Fall Out Boy                                           | MTV Video Music Award – Viewer's Choice                               | vítězství |
| 2006 | Fall Out Boy                                           | Grammy Award for Best New Artist                                      | nominace  |
| 2007 | „This Ain't a Scene, It's an Arms Race“                | Kerrang! Award – Best Video                                           | vítězství |
| 2007 | „Thnks fr th Mmrs“                                     | Teen Choice Award – Single                                            | vítězství |
| 2007 | „Thnks fr th Mmrs“                                     | Nickelodeon's Australian Kids' Choice Awards - Fave Song              | vítězství |
| 2007 | „Thnks fr th Mmrs“                                     | Nickelodeon's Kids' Choice Award – Single                             | vítězství |
| 2007 | Fall Out Boy                                           | Teen Choice Award – Best Group                                        | vítězství |
| 2007 | Fall Out Boy                                           | MTV Video Music Award – Best Group                                    | vítězství |
| 2007 | Fall Out Boy                                           | Nickelodeon's Kids Choice Award – Best Band                           | nominace  |
| 2008 | „The Take Over, the Breaks Over“                       | MuchMusic Video Award – People's Choice: Favorite International Video | vítězství |
| 2008 | Fall Out Boy                                           | TMF Award – Best Live International                                   | vítězství |
| 2008 | Fall Out Boy                                           | TMF Award – Best Rock International                                   | vítězství |
| 2008 | Fall Out Boy                                           | TMF Award – Best Alternative International                            | vítězství |
| 2008 | „Beat It“                                              | MTV Video Music Award – Best Rock Video                               | nominace  |
| 2008 | Fall Out Boy                                           | Teen Choice Award – Choice Rock Group                                 | nominace  |
| 2008 | Pete Wentz                                             | Teen Choice Award – Choice Hotties                                    | nominace  |
| 2009 | "I Don't Care"                                         | NRJ Music Award – Best International Band                             | nominace  |
| 2013 | "The Phoenix"                                          | Kerrang! Award for Best Single                                        | vítězství |
| 2013 | „My Songs Know What You Did In The Dark (Light Em Up)“ | MTV Video Music Award for Best Rock Video                             | nominace  |
| 2013 | Fall Out Boy                                           | MTV Europe Music Awards – Best Alternative                            | nominace  |
| 2014 | Fall Out Boy                                           | People's Choice Awards – Favorite Alternative Band                    | vítězství |
| 2014 | Fall Out Boy                                           | Billboard Music Awards – Top Rock Artist                              | nominace  |
| 2014 | Save Rock and Roll                                     | Billboard Music Awards – Top Rock Album                               | nominace  |
| 2014 | Fall Out Boy                                           | Kerrang! Awards – Best International Band                             | vítězství |
| 2014 | Save Rock and Roll Tour                                | Kerrang! Awards – Best Event                                          | vítězství |
| 2014 | Pete Wentz                                             | Kerrang! Awards – Tweeter of the Year                                 | nominace  |
| 2014 | Fall Out Boy                                           | Alternative Press Award – Artist of the Year                          | vítězství |
| 2014 | Fall Out Boy                                           | Alternative Press Award – Best Live Band                              | nominace  |
| 2014 | Save Rock and Roll                                     | Alternative Press Award – Album of the Year                           | nominace  |
| 2014 | „My Songs Know What You Did in the Dark (Light Em Up)“ | Alternative Press Award – Song of the Year                            | nominace  |
| 2014 | Pete Wentz                                             | Alternative Press Award – Best Bassist                                | nominace  |
| 2014 | Fall Out Boy & The Band Perry                          | CMT Music Awards – CMT Performance of the Year                        | nominace  |
| 2014 | Fall Out Boy                                           | World Music Awards – World's Best Alternative Act                     | vítězství |
| 2014 | Fall Out Boy                                           | World Music Awards – World's Best Group                               | nominace  |
| 2014 | Fall Out Boy                                           | World Music Awards – World's Best Live Act                            | nominace  |
| 2014 | Save Rock and Roll                                     | World Music Awards – World's Best Album                               | nominace  |
| 2014 | „My Songs Know What You Did in the Dark (Light Em Up)“ | World Music Awards – World's Best Song                                | nominace  |
| 2014 | „My Songs Know What You Did in the Dark (Light Em Up)“ | World Music Awards – World's Best Music Video                         | nominace  |
| 2015 | Fall Out Boy                                           | Billboard Music Awards – Top Rock Artist                              | nominace  |
| 2015 | "Centuries"                                            | Billboard Music Awards – Top Rock Song                                | nominace  |
| 2015 | "Centuries"                                            | Teen Choice Awards – Choice Song: Group                               | nominace  |
| 2015 | Fall Out Boy                                           | Teen Choice Awards – Choice Music Group: Male                         | nominace  |
| 2015 | „Uma Thurman“                                          | Teen Choice Awards – Choice Rock Song                                 | nominace  |
| 2015 | The Boys of Zummer (with Wiz Khalifa)                  | Teen Choice Awards – Choice Summer Tour                               | nominace  |
| 2015 | „Uma Thurman“                                          | MTV Video Music Award – Best Rock Video                               | vítězství |
| 2015 | Fall Out Boy                                           | American Music Awards – Favorite Alternative Band                     | vítězství |
| 2015 | Fall Out Boy                                           | People's Choice Awards – Favorite Group                               | nominace  |
| 2016 | Fall Out Boy                                           | Billboard Music Awards – Top Rock Artist                              | nominace  |
| 2016 | "Uma Thurman"                                          | Billboard Music Awards – Top Rock Song                                | nominace  |
| 2016 | "Uma Thurman"                                          | Radio Disney Music Awards – Best Song To Dance To                     | nominace  |
| 2016 | Fall Out Boy                                           | Radio Disney Music Awards – Best Music Group                          | nominace  |
| 2016 | Fall Out Boy                                           | Alternative Press Music Awards – Artist of the Year                   | nominace  |
| 2016 | Patrick Stump                                          | Alternative Press Music Awards – Best Vocalist                        | vítězství |
| 2016 | Fall Out Boy                                           | Teen Choice Awards – Choice Music Group                               | nominace  |
| 2016 | Fall Out Boy                                           | MTV Video Music Award – Best Rock Video                               | nominace  |